# Ланцюговий пес (фільм, 2017)
«Ланцюговий пес» (англ. Bullet Head) — болгарський кримінальний фільм-трилер 2017 року, поставлений режисером Полом Солетом за власним сценарієм з Антоніо Бандерасом, Едрієном Броуді і Джоном Малковичем у головних ролях.

## Сюжет
Трійця злочинців перебуває на втечі після здійсненої разом справи і за випадковим збігом обставин виявляється загнаною в пастку на покинутому складі, оточеною поліцейськими, що прибули. І все б нічого, та тільки будівлю охороняє злісний бійцівський пес на кличку Де Ніро, що не знає пощади й будь-якої миті готовий розтерзати бандитів. Борючись за своє життя, члени злочинної групи намагаються усвідомити, як вони опинилися в такій халепі та як з неї вибратися неушкодженими.

## У ролях
| • Антоніо Бандерас | … | Блу             |
| • Едрієн Броуді    | … | Стейсі          |
| • Джон Малкович    | … | Волкер          |
| • Орі Феффер       | … | Обробник        |
| • Александра Діну  | … | Грейс           |
| • Велізар Бінєв    | … | літній чоловік  |
| • Овен Девіс       | … | Чеф             |
| • Клайв Сойєр      | … | високий чоловік |

## Знімальна група
- Автор сценарію — Пол Солет
- Режисер-постановник — Пол Солет
- Продюсери — Лес Велдон, Девід Гарднер, Мілош Дьюкелік, Ярив Лернер, Рафаель Свонн, Пол Солет, Віктор Шапіро
- Виконавчі продюсери — Рік Бенаттар, Боаз Девідсон, Марк Гілл, Аві Лернер, Бет Брюкнер О'Браєн, Зоран Попович, Тревор Шорт, Джон Томпсон
- Лінійний продюсер — Петер Мечкофф
- Оператор — Зоран Попович
- Композитор — Остін Вінторі
- Монтаж — Джош Етьє
- Художник-постановник — Нікола Берсек
- Художник по костюмах — Анна Гелінова
- Художник-декоратор — Орлін Грозданов
- Артдиректор — Іван Рангелов

## Виробництво
Зйомки фільму проходили в Болгарії в листопаді 2016 року за сценарієм, який був написаний Полом Солетом за дев'ять років до цього.